# Villa del Rosario (Venezuela)
Pour les articles homonymes, voir Villa del Rosario.
Villa del Rosario est le chef-lieu de la municipalité de Rosario de Perijá dans l'État de Zulia au Venezuela.

## Économie

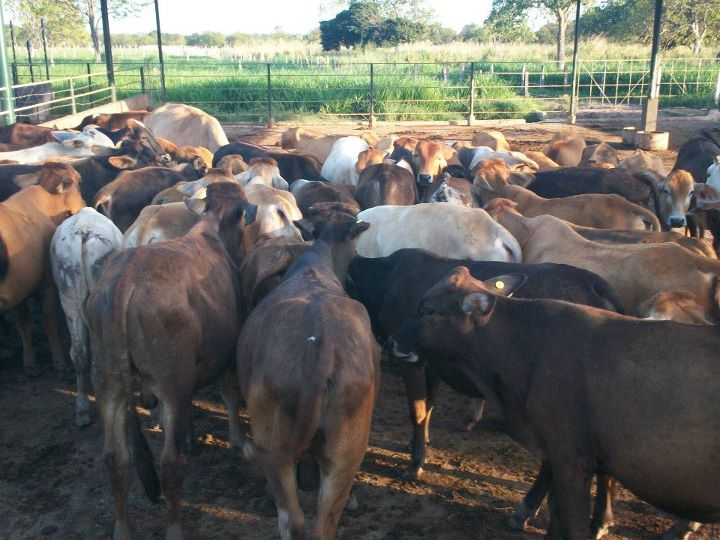
Enclos d'élevage à Villa del Rosario.

L'économie de la région est tournée vers l'élevage et l'agriculture (maïs, yucca, banane) et la cimenterie.